# Île Duke
Pour les articles homonymes, voir Duke.
L'île Duke est une île située dans l'archipel Alexandre en Alaska du Sud-Est. Elle fait partie des îles Gravina.

## Description
L'île fait 12 milles (19 km) de long et 13 milles (21 km) de large. Elle est située juste au nord de la frontière canadienne.
Son nom en langue tlingit est Yeixhi qui signifie en construction, à cause de l'aspect qu'elle présente depuis l'océan, qui ressemble à des bâtiments en construction. Son nom actuel lui a été donné par William Healey Dall, en 1879 ; c'était le nom que George Vancouver avait déjà donné en 1793 à sa partie sud en mémoire du duc de Northumberland.

## Sources
- (en) « Île Duke », Geographic Names Information System

- (en) Cet article est partiellement ou en totalité issu de l’article de Wikipédia en anglais intitulé « Duke Island » (voir la liste des auteurs).